# Blinkity Blank
Pour plus de détails, voir Fiche technique et Distribution.
Blinkity Blank est un film canadien réalisé par Norman McLaren, sorti en 1955.

## Synopsis
Gravé sur de l'amorce de film noire, des lignes forment des fruits, des arbres, des planètes et des poulets sur fond de musique jazz, ainsi que de son dessiné (en) créé par McLaren sur la bande-son optique du film.

## Fiche technique
- Titre : Blinkity Blan
- Réalisation : Norman McLaren
- Scénario :
- Musique : Maurice Blackburn
- Photographie :
- Montage :
- Production : Norman McLaren
- Société de production : Office national du film du Canada
- Société de distribution : Les Films du Paradoxe (France)
- Pays :  Canada
- Genre : Animation et expérimental
- Durée : 5 minutes
- Dates de sortie : 
  -  France : 25 avril 1955 (Festival de Cannes)

## Distinctions
Le film a reçu la Palme d'or du court métrage lors du Festival de Cannes 1955 et le BAFTA du meilleur film d'animation.